# Успение Богородично (Портария)
Вижте пояснителната страница за други значения на Успение Богородично.
„Успение Богородично“ (на гръцки: Kοιμήσεως της Θεοτόκου) е възрожденска православна църква, разположена в Портария на полуостров Касандра. Църквата е построена през първата половина на XIX век, преди Гръцкото въстание от 1821 година и е един от малкото храмове оцелели при потушаването му. В архитектурно отношение представлява трикорабна базилика с женска църква над нартекса в западната част.
В 1987 година църквата е обявена за паметник на културата.